# 克瓦布利亞尼河
41°38′42″N 42°51′20″E / 41.64508°N 42.85544°E

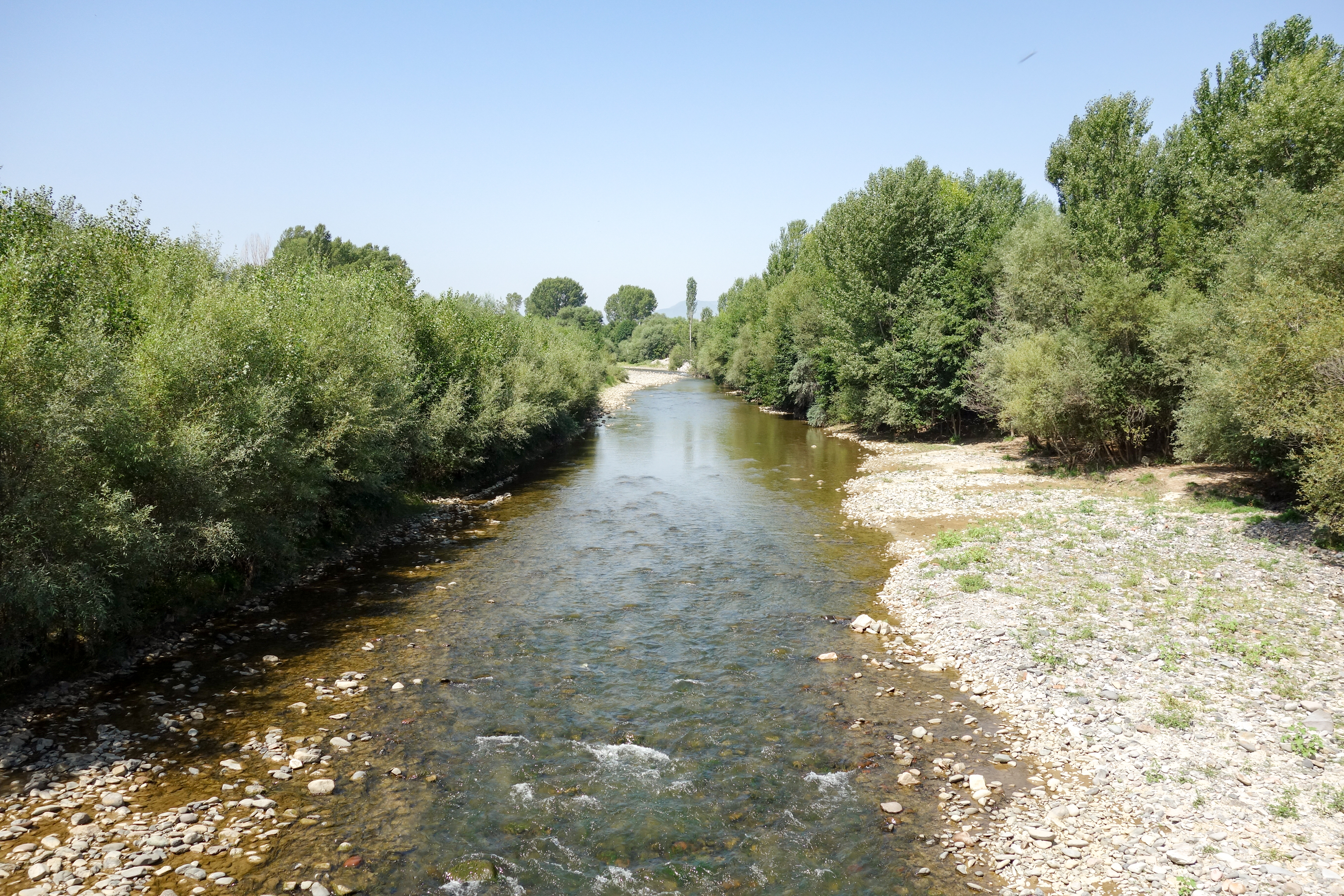

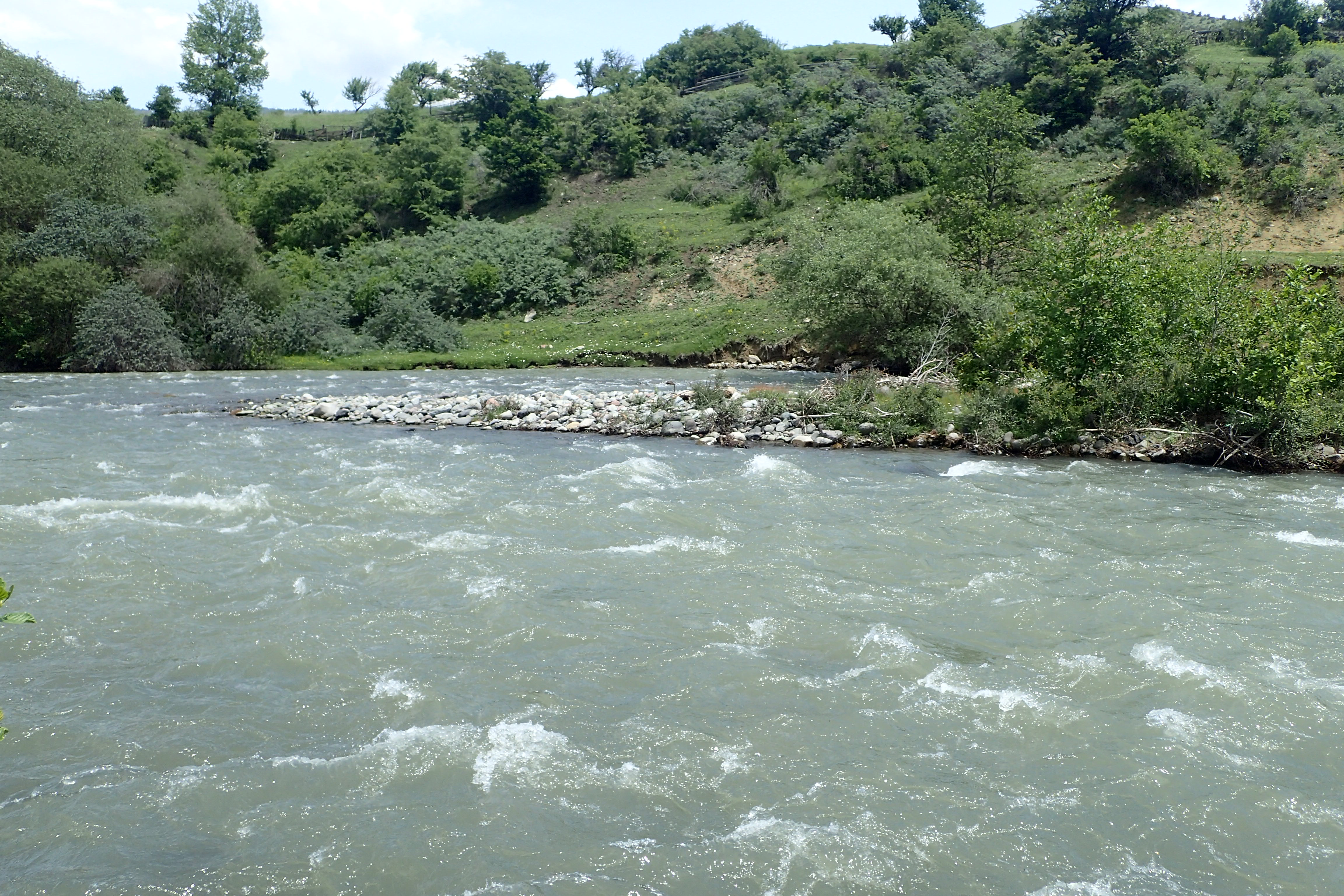

克瓦布利亞尼河是格魯吉亞的河流，位於該國南部薩姆茨赫-賈瓦赫蒂大区，處於首都第比利斯以西160公里，河道全長41公里，流域面積900平方公里。